# Éleuthérocoque
Eleutherococcus
Genre
Classification phylogénétique
Les éleuthérocoques (Eleutherococcus, synonyme : Acanthopanax) sont un genre de plantes à fleurs de de la famille des araliacées. Il compte environ 30 espèces d'arbrisseaux et d'arbres épineux qui proviennent d'Extrême-Orient, se répartissant du sud-est sibérien puis au Japon jusqu'aux Philippines dans le sud avec une variété plus grande en Chine centrale et occidentale.
Quelques espèces, notamment le ginseng sibérien (Eleutherococcus senticosus), sont employées en herboristerie. Plusieurs espèces sont également cultivées en tant qu'arbrisseaux pour l'aménagement paysager.

## Liste d'espèces
- Eleutherococcus divaricatus
- Eleutherococcus giraldii
- Eleutherococcus henryi
- Eleutherococcus lasiogyne
- Eleutherococcus leucorrhizus
- Eleutherococcus rehderianus
- Eleutherococcus senticosus - le gingseng sibérien
- Eleutherococcus sessiliflorus
- Eleutherococcus setchuensis
- Eleutherococcus sciadophylloides (Franch. & Sav.) H.Ohashi - Koshiabura
- Eleutherococcus sieboldianus (Makino.) Koidz. - Ukogi, Five Leafed Aralia
- Eleutherococcus simonii
- Eleutherococcus spinosus
- Eleutherococcus trichodon
- Eleutherococcus trifoliatus
- Eleutherococcus wilsonii